# Blacksad
Juan Díaz Canales und Juanjo Guarnido

Blacksad

(Bitte Urheberrechte beachten)
Die Comicserie Blacksad um den Privatdetektiv John Blacksad stammt von dem Szenaristen Juan Díaz Canales und dem Zeichner Juanjo Guarnido. Die zwei Spanier haben eine moderne Fabel im Stil des Film noir geschaffen, bei der alle Charaktere zwar menschenähnliche Körper besitzen, jedoch auch – insbesondere im Gesicht – klare Eigenschaften von Tieren haben. So ist beispielsweise Blacksad ein vermenschlichter schwarzer Kater. Dadurch sind überraschende Verknüpfungen von eigentlich individuellen Charaktereigenschaften mit durch die Natur des betreffenden Tieres vorgegebenen oder gemeinhin assoziierten Eigenschaften möglich. Polizisten sind meistens Hunde und Füchse, während Gangster häufig aus der Klasse der Reptilien stammen.
Die bisher vorliegenden sieben Alben wurden bei Dargaud verlegt. Bereits der erste Band wurde ein Riesenerfolg, er verkaufte sich in Frankreich 20.000 Mal. Übersetzungen erschienen unter anderem auf Dänisch, Deutsch, Englisch, Japanisch, Katalanisch, Polnisch, Italienisch, Portugiesisch, Spanisch und Serbisch.
Sowohl Zeichner, Szenarist wie auch die Alben wurden mit mehreren Preisen bedacht, unter anderem drei Nominierungen für den Eisner-Award in den USA. 2004 erhielt Band 2 den Publikumspreis auf dem jährlichen Comic-Festival in Angoulême, Frankreich.

## Handlung

### Szenario und Stil
Die Blacksad-Geschichten spielen in den USA und sind zeitlich zirka in den 1940er und 1950er Jahren angesiedelt. Eine genaue Zeitangabe wird in keinem der Comics genannt. Hinweise auf die Zeitperiode sind, dass der noch recht junge Blacksad ein Veteran des Zweiten Weltkriegs ist, Parallelen zu Schriftstellern der Beat-Generation (Band 5) sowie die dargestellten Automodelle und die Art und Weise der in der Serie gezeigten Werbetafeln an Häusern.
Typischerweise klärt Detektiv Blacksad schwierige oder mysteriöse Fälle auf, mit denen er mehr oder weniger durch Zufall in Kontakt gerät. Im Verlauf der Handlung, die nicht kontinuierlich, sondern in parallelen Strängen präsentiert wird, ergeben sich Einblicke in die Natur der verschiedenen Protagonisten.
Der Einsatz von Farbe spielt eine bedeutende Rolle in der Serie. Die einzelnen Bände haben eine Grundfarbe auf Buchumschlag und -rücken, die auch einen Bezug zum Titel und/oder zum Thema des einzelnen Bandes hat: Band 1 ist schwarz (Quelque part entre les ombres, Einführung von Blacksad und Anspielung auf die dunklen Schatten, Handlung in der Nacht); Band 2 ist weiß (Arctic-Nation, die weißen Fell- oder Federnfarbe der rassistischen Gruppierung); Band 3 ist rot (Âme rouge, Reizfarbe von Hass und Zerstörung); Band 4 ist blau (L’Enfer, le silence, Blues in beiderlei Hinsicht) und Band 5 ist gelb (Amarillo, spanisch für Gelb, Name einer Stadt, englisch für Feigling und Handlung unter südlicher Sonne).
Im Rahmen der einzelnen Geschichten werden Farbschattierungen von Panels und ganzen Seiten als Mittel der Erzähltechnik verwendet: So werden beispielsweise die letzten Erinnerungen eines Sterbenden komplett wie durch ein rotes Filter dargestellt, eine Bar-Szene mit Weekly ist grün dominiert, oder durch komplettes Verschwinden des Hintergrunds in ein helles Grau wird angedeutet, dass es in diesen Spannungsmomenten nur noch auf die gezeigten Personen ankommt.
Im Album Blacksad – Hinter den Kulissen (2002) werden anhand von Interviews mit den Künstlern, Skizzen und fertigen Zeichnungen Hintergrundinformationen geliefert. Die Künstler zeigen, welche verschiedenen Perspektiven, Farben und Figuren ausprobiert wurden. Zwei Seiten einer Ur-Version von Blacksad werden gezeigt. Der Leser erfährt zum Beispiel, dass Marilyn Monroe als Inspiration für Natalia galt und dass der Name des Clubs „Cypher“ eine Hommage an Angel Heart ist.

### Figuren
- John Blacksad ist ein zugleich empathischer wie auch hartgesottener Privatdetektiv, der mangels Aufträgen auch andere Jobs annimmt. Er ist in einer harten Gegend aufgewachsen und spricht die Sprache der Straße. Er hat im Zweiten Weltkrieg gedient, ist ein sicherer Schütze und kann sich auch in Schlägereien durchsetzen. John hat gescheiterte Frauenbeziehungen hinter sich und benutzt gelegentlich falsche Identitäten, um ans Ziel zu kommen. Auch wenn er gelegentlich desillusioniert erscheint, handelt er stets moralisch. Von der Gestalt her ist er ein großer, muskulöser, schwarzer Kater, der stets korrekt und modisch mit Anzug bekleidet ist. Blacksad raucht und sein Gesicht zeigt immer deutlich die Emotionen, die er gerade erfährt.
- Weekly, ein Wiesel – klein mit Lederjacke und Schiebermütze – ist Blacksads Freund und gelegentlicher Sidekick. Er mag weder Wasser noch Seife und man sagt ihm nach, dass er nur einmal pro Woche seine Unterhosen wechsle (daher sein Spitzname). Er arbeitet für ein Klatschmagazin namens What’s News.
- Smirnov ist höherer Polizeibeamter mit dem Kopf eines Deutschen Schäferhundes und Freund Blacksads. Er benutzt manchmal Blacksad, um Gerechtigkeit zu schaffen, in Fällen, in denen der Polizei die Hände gebunden sind.

### Einzelalben
- Irgendwo zwischen den Schatten (2000): Blacksad sucht den Mörder seiner Ex-Geliebten Natalia, einer Katze, die als Schauspielerin im Filmgeschäft tätig war. Schnell merkt er, dass der Mörder über exzellente politische Verbindungen verfügt und Einfluss auf die Strafverfolgungsbehörden nimmt. Hilfe kommt vom befreundeten Polizeichef Smirnov, der Blacksad Rückendeckung zusichert. Dieser nimmt das Recht in die eigenen Hände und richtet den Verbrecherboss, eine Kröte, die Natalia aus Eifersucht ermordete.
- Arctic Nation (2003):  Blacksad ermittelt in einem heruntergekommenen Stadtteil, in dem Armut und Verzweiflung regieren. Er hat den Auftrag, ein verschwundenes Kind zu suchen. Schnell trifft er auf eine nationalistisch-rassistische Organisation weißfelliger Tiere, eine Art Ku-Klux-Klan, die auch vor Mord nicht zurückschreckt. Dabei hilft ihm Weekly, ein Wiesel, das für ein Klatschmagazin arbeitet. Schließlich rettet Blacksad Weekly vor einem Lynchmord, findet das Mädchen und lüftet das dunkle Geheimnis einiger Bewohner des Slums.
- Rote Seele (2005): Blacksad trifft im Klima der McCarthy-Ära auf eine Gruppe kritischer Wissenschaftler. Diese werden vom rechten Senator Gallo, einem Hahn, politisch verfolgt. Der mit Blacksad befreundete Professor Liebber wird darüber hinaus Ziel von Mordanschlägen, da er früher für die NSDAP gearbeitet hat. Blacksad verliebt sich in die Schriftstellerin Alma, eine Katze, die im weitesten Sinne zur Gruppe der Wissenschaftler gehört. Blacksad gelingt es zwar, den Verrat von Militärgeheimnissen an die Sowjets in letzter Sekunde zu vereiteln und sich selbst durch einen Deal mit Gallo vor dem elektrischen Stuhl zu retten, jedoch verliert er erneut eine große Liebe.
- Die Stille der Hölle (2010): Blacksad und Weekly sind in New Orleans aktiv. Ursprünglich sollen sie einen untergetauchten, drogensüchtigen, behinderten Bluesmusiker in Gestalt eines Hundes finden. Dabei treffen sie auf allerlei zwielichtige Personen, von denen eine auch nicht vor Morden zurückschreckt. Blacksad enthüllt das Geheimnis um einen verschleierten Pharmaskandal, Eifersucht und unerwiderte Liebe. Blacksad beweist zum Schluss neben all seinem Zynismus seine Ritterlichkeit und sein Mitgefühl.
- Amarillo (2014) Blacksad erholt sich von seinem letzten Auftrag in New Orleans und nimmt einen vermeintlich einfachen Job an: Er soll das Luxusauto (einen gelben Cadillac Eldorado) eines reichen Texaners von New Orleans nach Tulsa überführen. Dieses wird ihm von zwei Schriftstellern gestohlen. Als der eine, Chad ein abgemagerter Löwe, den anderen später in Amarillo erschießt, deponiert er die Leiche im Kofferraum des Cadillacs, wo sich auch Blacksads Ausweispapiere befinden. Zwei wegen Blacksad degradierte Polizisten (aus Rote Seele) nehmen dessen Spur auf. Blacksad lernt einen schmierigen Anwalt kennen und begibt sich mit diesem auf die Suche nach dem Schriftsteller, der in einem Zirkus untergekommen ist. Weitere Personen sterben, bevor der Schriftsteller sich schließlich der Polizei stellt. Der Leser lernt Blacksads Schwester Donna kennen.

## Veröffentlichungen
- Quelque part entre les ombres. Dargaud 2000 (Irgendwo zwischen den Schatten. Carlsen Verlag 2001).
- Blacksad - Les dessous de l’enquête. (Blacksad – Hinter den Kulissen. Carlsen Verlag 2002)
- Arctic-Nation. Dargaud 2003 (Arctic Nation. Carlsen Verlag 2003).
- Âme Rouge. Dargaud 2005 (Rote Seele. Carlsen Verlag 2005).
- L’Enfer, le silence. Dargaud 2010 (Die Stille der Hölle. Carlsen Verlag 2010).
- Amarillo. Dargaud 2013 (Amarillo. Carlsen Verlag 2014).
- Alors, tout tombe • Première partie. Dargaud 2021 (Wenn alles fällt – Teil 1. Carlsen Verlag 2021).
- Alors, tout tombe • Seconde partie. Dargaud 2023 (Wenn alles fällt - Teil 2. Carlsen Verlag 2024).

## Kritiken
Christian Endres lobte im Tagesspiegel die Serie, vertrat jedoch die Auffassung, dass die Autoren die Klasse des ersten Bandes nie mehr erreicht hätten. Sehr positiv äußerte sich anlässlich des Erscheinens der ersten deutschen Gesamtausgabe Ralph Trommer in der taz über die Serie. Für ihn ist sie der Beweis, dass Comics auch anspruchsvoll erzählt werden können, ohne dass dies zu Lasten ihres Unterhaltungswerts geht. Er lobte zudem die handwerkliche Sorgfalt und den Detailreichtum von Guarnidos Zeichnungen, die die Nachkriegszeit in den USA sehr gut erfassen würden.

## Preise
- 2000:
  - Bestes Erstlingswerk beim Festival von Lys-lez-Lannoy, (Belgien)
  - Spezialpreis beim Festival von Le Rœulx, (Belgien)
  - Némo-Preis beim Festival von Maisons-Laffitte, Frankreich
  - Bestes Erstlingswerk und Bester Comic beim Festival von Barcelona (Spanien)
  - Preise für Bester Comiczeichner für realistische Comics  vom Magazin Diaro de Avisos, (Kanarische Inseln, Spanien)
  - Preis beim Festival von Siders, (Schweiz)
- 2001:
  - Nominiert für den l’Alph-Art Pokal des Festivals von Angoulême, Frankreich, für Irgendwo zwischen den Schatten
  - Preis Bester Comic beim Festival von Chambéry, Frankreich
- 2002:
  - Prix Albert-Uderzo bester Comiczeichner
- 2003:
  - Spezialpreis der Jury Festival von Siders, (Schweiz)
- 2004:
  - Publikumspreis und Bester Comic beim Festival Angoulême, Frankreich, für Arctic Nation
  - Preis Prix Virgin du meilleur album  für  Arctic Nation
- 2005:
  - Harvey Award in der Kategorie Best Graphic Album of Original Work für Arctic Nation
- 2006:
  - Nominierung für den Publikumspreis beim Festival von Angoulême, Frankreich, für Rote Seele
  - Preis für die beste Serie beim Festival von Angoulême, Frankreich, für Blacksad (Gesamtwerk)
- 2011:
  - Eisner Award Bester Zeichner/Multimedia Künstler für Juanjo Guarnido für Blacksad
  - Harvey Award in der Kategorie Best American Edition of Foreign Material für das Blacksad-Gesamtwerk

- 2024:
  - Eisner Award in der Kategorie Best American Edition of Foreign Material für Band 7, Teil 2